# 런민비
런민비(중국어 정체자: 人民幣, 간체자: 人民币, 병음: Rénmínbì, 한자음: 인민폐, 문화어: 인민페)는 중화인민공화국의 통화이다. 1 미국 달러당 8.28위안의 고정환율제를 실시하였다가 2005년 7월 21일, 관리변동환율제를 도입하였다.  보관됨 2013-04-28 - archive.today 위안(중국어: 元, 병음: yuán; 기호: ¥, Ұ; 코드: CNY, 문화어: 웬)은 중국 화폐의 기본 단위로, 1949년까지 통용되었으나, 현재에는 중국에서 런민비의 기본 단위로서만 통용되고 있다.

## 단위
런민비의 기본 단위는 위안(중국어: 元, 병음: yuán; 기호: ¥; 코드: CNY)이다. 1 위안은 10 자오(중국어: 角, 병음: jiǎo)에 해당하고, 1 자오는 10 펀(중국어: 分, 병음: fēn)이다.
또한 RMB는 런민비의 머릿글자 축약어이며 ISO 4217 코드가 아니다.
1위안은 약 170원이며, 일본 돈으로 환산하면 17엔을 전후로 나간다.

## 통화 정보
- 기호: RMB¥ , CN¥, 元.
- ISO 4217: CNY
- 지폐: 100위안, 50위안, 20위안, 10위안, 5위안, 2위안, 1위안, 5자오, 2자오, 1자오, 5펀, 2펀, 1펀
- 동전: 1위안, 5자오, 1자오, 5펀, 2펀, 1펀

## 관리변동환율제의 통화바스켓
미국 달러(USD), 유로(EUR), 일본 엔(JPY), 대한민국 원(KRW)을 주요 통화로, 오스트레일리아 달러(AUD), 캐나다 달러(CAD), 영국 파운드(GBP), 말레이시아 링깃(MYR), 러시아 루블(RUB), 싱가포르 달러(SGD), 태국 밧(THB)을 기타 통화로 하는 통화 바스켓이 구성되어 있다. 2012년 4월 16일, 변동폭을 ±0.5%에서 ±1%로 확대했다.

## 역사

### 제1판
타이완으로 옮긴 중화민국 중앙은행을 대신하여 중국인민은행이 1949년에 발행을 시작했다.
- 지폐: 1위안, 5위안, 10위안, 100위안, 200위안, 500위안, 1000위안, 10000위안

지폐의 앞면 도안은 1위안은 공장, 5위안은 물레를 짜는 모습, 10위안은 농민, 100위안은 항구, 200위안은 이화원, 500위안은 공사를 하는 모습, 1000위안은 강, 10000위안은 배다.

### 제2판
1955년 3월 1일을 기해 10,000 구 위안 = 1 신 위안 비율의 화폐개혁을 단행했다. 이에 따라 1펀, 2펀, 5펀, 1자오, 2자오, 5자오, 1위안, 2위안이 새로 발행되었으며, 1956년에는 5위안이 추가로 발행되었다.
- 지폐: 1펀, 2펀, 5펀, 1자오, 2자오, 5자오, 1위안, 2위안, 5위안

지폐의 앞면 도안은 1펀은 자동차, 2펀은 비행기, 5펀은 배, 1자오는 경운기, 2자오는 증기기관차, 5자오는 댐, 1위안은 천안문, 2위안은 법문사, 5위안은 중국 건국에 참석한 사람들의 모습, 10위안은 남성 공업노동자와 여성 농업노동자이다. 지폐의 뒷면 도안은 제2판 모두 중화인민공화국의 국장이다.

1펀, 2펀, 5펀 지폐는 2007년 4월 1일 유통이 중단되었다.

### 제3판
1960년에 1위안, 2위안, 5위안이 발행되었고, 1962년에 1자오, 2자오, 1965년에 10위안, 1972년에 5자오가 발행되었다.
- 지폐: 1자오, 2자오, 5자오, 1위안, 2위안, 5위안, 10위안

지폐의 앞면 도안은 1자오는 농민, 2자오는 대교, 5자오는 공장에서 상품을 만드는 모습, 1위안은 여성 트랙터 운전자, 2위안은 기계공, 5위안은 주물공장 근로자, 10위안은 인민대회당에 모인 남녀 대의원들이다.
지폐의 뒷면 도안은 1자오, 2자오, 5자오는 중화인민공화국의 국장, 1위안은 양떼 목축, 2위안은 석유채유현장, 5위안은 광석채광현장, 10위안은 천안문이다.

### 제4판
1980년에 1자오, 2자오, 5자오, 1위안, 2위안, 5위안, 10위안, 50위안, 100위안이 발행되었다. 1자오부터 10위안까지는 중화인민공화국의 한족과 소수민족의 모습이 담겨 있고 50위안은 각 신분의 모습 100위안은 유명 정치인의 모습이 담겨 있다,
- 지폐: 1자오, 2자오, 5자오, 1위안, 2위안, 5위안, 10위안, 50위안, 100위안

지폐의 앞면 도안은 1자오는 고산족과 만주족, 2자오는 부이족과 조선족, 5자오은 먀오족과 좡족, 1위안은 야오족과 둥족, 2위안은 위구르족과 이족, 5위안 후이족과 티베트족, 10위안은 한족과 몽골족, 50위안은 지식인,농민,노동자, 100위안은 주더, 류사오치, 저우언라이, 마오쩌둥이다.
지폐의 뒷면 도안은 1자오~5자오는 중화인민공화국의 국장, 1위안은 만리장성 중 팔달령 장성, 2위안은 하이난섬, 5위안은 장강삼협, 10위안은 에베레스트 산, 50위안은 황하 강, 100위안은 중국 공산당 혁명의 상징인 징강 산이다.

### 제5판
1999년 새로운 도안의 화폐를 발행했다.
- 동전: 1위안, 5자오, 1자오
- 지폐: 100위안, 50위안, 20위안, 10위안, 5위안, 1위안

지폐의 앞면 초상은 모두 마오쩌둥이다. 지폐의 뒷면 도안은 100위안은 인민대회당, 50위안은 포탈라궁, 20위안은 구이린 시의 리 강, 10위안은 샨샤 댐 상류의 장강삼협, 5위안은 타이 산, 1위안은 항저우 서쪽의 시 호이다. 

## 같이 보기
- 중국인민은행
- 중화인민공화국의 경제
- 홍콩 달러
- 파타카